# Meerdaalbos

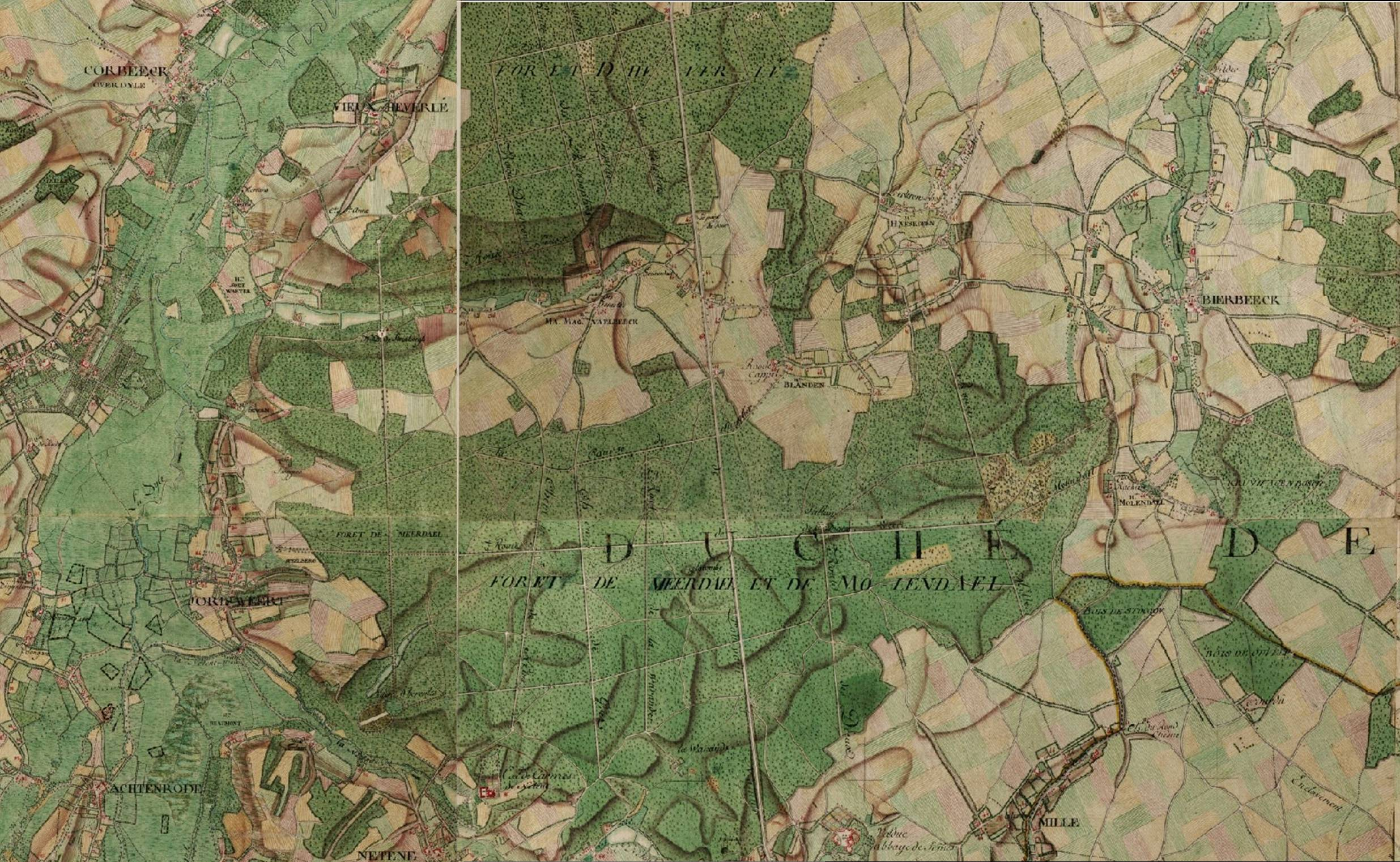
Meerdaalbos (onderste deel) en Heverleebos op Ferrariskaarten in 1775

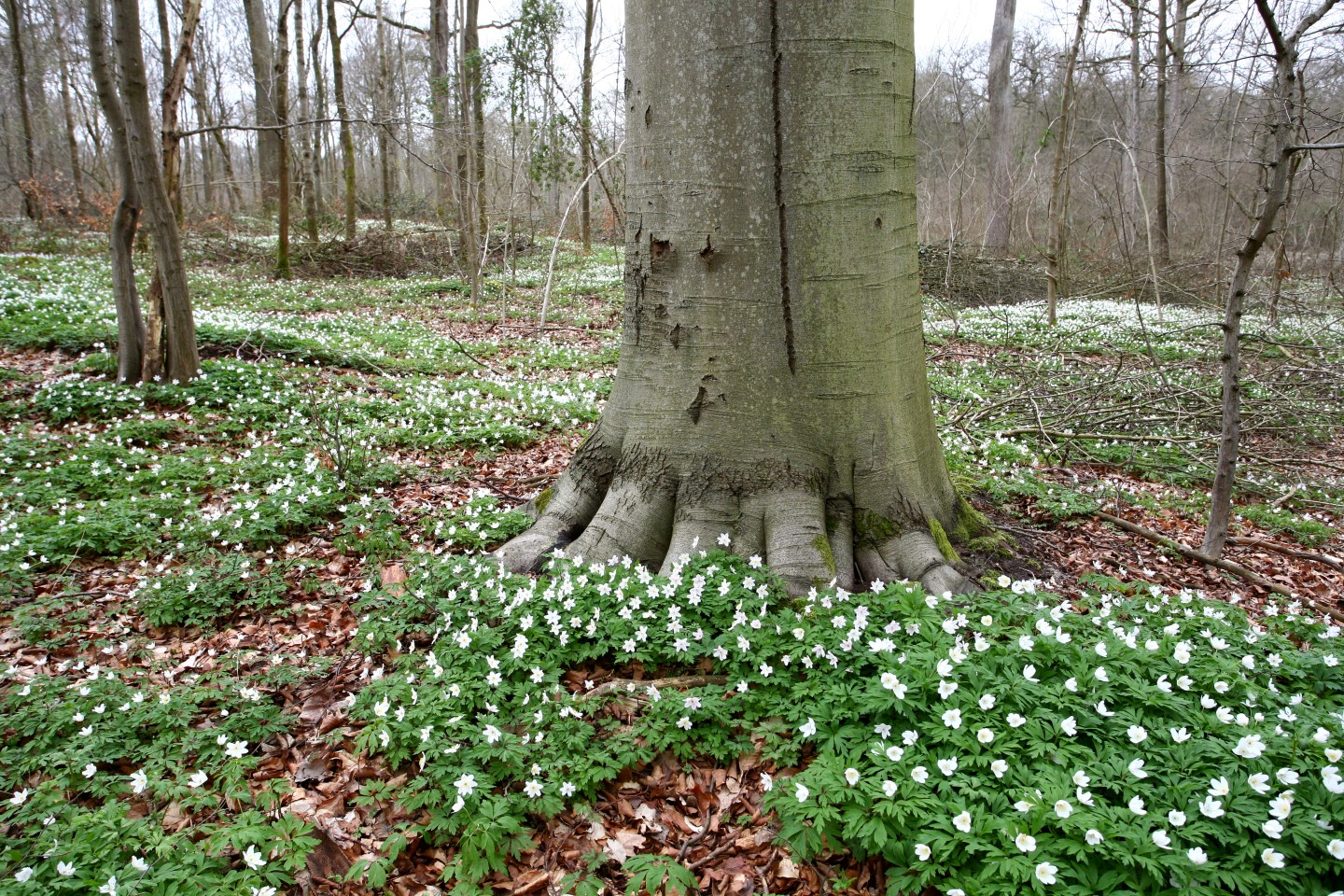

Het Meerdaalbos of Meerdaalwoud is een bosgebied op de grens van de Belgische provincies Vlaams-Brabant en Waals-Brabant, op ruwweg tien kilometer ten zuiden van de stad Leuven. Het ligt op het grondgebied van de gemeenten Oud-Heverlee, Bierbeek, Bevekom en Graven en behoort tot het boscomplex Meerdaalwoud, Heverleebos en Egenhovenbos. Het Vlaamse deel maakt sinds 2023 deel uit van het Nationaal Park Brabantse Wouden.
Het geheel wordt van noord naar zuid doorkruist door de N25 van Blanden naar Hamme-Mille (de Naamsesteenweg). Dwars hierop bevindt zich de Weertsedreef/Weertstraat, die Sint-Joris-Weert met Mollendaal verbindt.
Aan de westelijke rand van het Meerdaalbos te Sint-Joris-Weert bevindt zich het jeugdverblijf "De Kluis" van de Scouts en Gidsen Vlaanderen, waar in 2003 en 2009 de Flamboree plaatsvond.

## Geografie
Het Meerdaalbos telt 7 bosreservaten: Everzwijnbad (27 ha), Drie Eiken (7 ha), Grote Konijnenpijp (25 ha), Pruikenmakers (39 ha), Veldkant van de Renissart (19 ha), Mommedel (25 ha) en Heide (32 ha). Het Meerdaalbos is Europees beschermd als onderdeel van Natura 2000-gebied 'Valleien van de Dijle, Laan en IJse met aangrenzende bos- en moerasgebieden' (BE2400011).
Aan de westzijde wordt dit grotendeels openbare bosgebied (domeinbos) begrensd door Sint-Joris-Weert, Spoorlijn 139 en de Dijle, aan de noordzijde door het Zoet Water, Vaalbeek en Blanden, aan de oostzijde door Bierbeek en het gehucht Mollendaal en ten slotte aan de zuidzijde door Hamme-Mille en Nethen.
Het huidige Meerdaalbos heeft een oppervlakte van ongeveer 1255 hectare en is daarmee ongeveer twee keer zo groot als het meer noordelijke - en dus dichter bij Leuven gelegen - Heverleebos. Het wordt doorgaans in drie verschillend benoemde delen opgesplitst:
- het Mollendaalbos, gelegen ten oosten van de Naamsesteenweg,
- het Meerdaalbos in de strikte zin, gelegen ten westen van de Naamsesteenweg en
- het Kouterbos, gelegen in het noorden nabij Zoet Water.

Het laagste punt ligt in het Kouterbos: ongeveer 35 meter boven de zeespiegel. In het Mollendaalbos bevindt zich de hoogste plek: 108 meter TAW. Centraal in het Meerdaalbos situeert zich de 102,5 meter hoge Tomberg. Net ten noorden van de camping “La Hetraie” ontspringt de Hertebron. In het brongebied van de Hertebron en in een andere belangrijke bronzone van het Meerdaalbos liggen vijvers: de Padde(n)poel nabij De Kluis en de Warandevijver nabij de Naamsesteenweg. Het dal van de Padde(n)poel van het Warandedal zijn de twee belangrijkste dalen van Meerdaal. Naast de Hertebron zijn er ook de Kluisbron en de Borrebron.

## Biologie
Het eigenlijke bos is met loofbomen en naaldbomen begroeid. Het grootste deel van het grondvlak van de bosbestanden wordt ingenomen door: beuk (30,96%), grove den (19,62%), inlandse eik (15,01%) en gemengd inheems loofhout (8,53 %) (situatie 2007). Het Meerdaalbos herbergt samen met het Heverleebos een van de oudste reeënpopulaties in België. De schattingen lopen van 100 tot 200 stuks.

## Geschiedenis

### Kolenwoud of middeleeuws bos?
Vaak wordt beweerd dat het Meerdaalwoud, net als het Zoniënwoud, ooit deel uitmaakte van een Kolenwoud dat Midden-België volledig zou hebben bedekt. Deze stelling dient echter met een flinke korrel zout te worden genomen. Vooreerst is het onduidelijk waar dit zogenaamde carbonaria sylva zich precies bevond. Het wordt immers eerder vaag vermeld in een tekst over Frankische invallen in het Romeinse rijk omstreeks het jaar 400. Afgezien daarvan maken pollenanalysen duidelijk dat het bosareaal in Midden-België reeds meer dan 2000 jaar geleden verbrokkeld was door landbouw in de Laanvallei en de vallei van de Woluwe. Bovendien maken archeologisch, geomorfologisch en bodemkundig onderzoek duidelijk dat ten minste een deel van het Meerdaalbos geen bos is geweest in de Bronstijd, de IJzertijd en de Gallo-Romeinse periode. Het grootste deel ervan is echter vanaf de 12e eeuw - wanneer het bekendstond als silva de miradal - steeds bos gebleven tot op de dag van vandaag.

### Van het huis Brabant tot Agentschap voor Natuur en Bos
In 1284 mocht Godfried als jongere broer van Jan II van Brabant het Meerdaalwoud tot zijn broodwinning rekenen. Nadat Godfried en zijn enige zoon het leven lieten tijdens de Guldensporenslag verdeelde men 1600 ha Meerdaalwoud onder vier dochters. In 1338 werden de erfenissen van Godfried herenigd in de heerlijkheid Bierbeek van de Normandische familie van Harcourt. In 1441-1442 werd het Meerdaalwoud verkocht aan Anton van Croÿ. Na het kinderloos overlijden van Karel van Croÿ in 1612 ging het boscomplex Heverleebos-Meerdaalwoud, als onderdeel van het hertogdom Aarschot, naar zijn oudste zus Anna. Omdat deze Anna van Croÿ in 1587 was getrouwd met Karel van Arenberg kwamen het Heverleebos en het Meerdaalwoud in handen van het huis Arenberg, dat deze bossen vier eeuwen lang zou beheren. In de nadagen van de Eerste Wereldoorlog werden alle gronden van het huis Arenberg in België door de staat gesekwestreerd omdat de Arenbergs als Duitsers werden beschouwd. Sindsdien wordt het beheer door de overheid georganiseerd. In dit opzicht behoort het Heverleebos vandaag tot de beheerregio Meerdaal van het Agentschap voor Natuur en Bos.